# سیروچ چاتهانگ
سیروچ چاتهانگ (تایلندی: สิโรจน์ ฉัตรทอง؛ زادهٔ ۸ دسامبر ۱۹۹۲) بازیکن فوتبال اهل تایلند است.
وی همچنین در تیم ملی فوتبال تایلند بازی کرده‌است.